# Daniel Mayer
Daniel Mayer (* 12. srpna 1957 Městec Králové) je bývalý pražský vrchní rabín.

## Život a činnost
Narodil se ve smíšené rodině, jeho otec byl žid, účastník bojů u Tobrúku a Dunkerque, po válce vězněn komunistickým režimem. Matka byla katolička ze Slovenska a k judaismu konvertovala krátce před narozením Daniela.[zdroj?]
V roce 1977 nastoupil studium na Rabínském semináři v Budapešti. Zde se dostal do konfliktu se studentem ze Sovětského svazu, a aby mohl studium dokončit, byl nucen spolupracovat s StB (krycí jména Student, Pavel, Jan).
Po úspěšném dokončení studia v roce 1984 byl v květnu jmenován rabínem v Praze. V červnu 1990 na funkci rabína rezignoval a v roce 1991 odešel s rodinou do Izraele. Od roku 1992 pracoval v izraelském Ministerstvu školství na Odboru vzdělávání dospělých. Byl lektorem judaismu a židovských dějin v ulpanech pro nové přistěhovalce v Haifě a na severu Izraele. Od roku 1996 také vyučoval judaismus v přípravných kursech pro zájemce o konverzi. Studoval na Filosofické fakultě Univerzity Karlovy v Praze, kde roku 2012 získal titul Ph.D.[zdroj?]

## Spisy a publikace
Publikoval ve Věstníku židovských náboženských obcí (1978–1991), v Židovské ročence a v Judaica Bohemiae. Publikuje v časopisech Maskil, Křesťanská revue, M&B časopis o mincích, bankovkách a medailích.[zdroj?]
Knihy:
- Kapitoly z židovských dějin (1989)[3]
- Konverze k judaismu v zrcadle židovské ústní tradice a historie (2010)[4]